# عشق داند
عشق داند یا کنسرت ابوعطا، عنوان یک آلبوم موسیقی سنتی ایرانی است با آواز محمدرضا شجریان و نوازندگی تار محمدرضا لطفی که در تاریخ ۱۴ اسفند ۱۳۵۹ و در سفارت آلمان اجرا شده و به‌طور رسمی در سال ۱۳۷۶ منتشر شده‌ است.
نامگذاری این اجرا، در ارتباط با بیت «عاقلان نقطهٔ پرگار وجودند؛ ولی | عشق داند که در این دایره سرگردانند» از غزلی از حافظ است که در آواز اجرا می‌شود.
این آلبوم در آواز ابوعطا اجرا شده و اشعار آن از حافظ، باباطاهر و عارف قزوینی است.

## واکنش‌ها
هوشنگ ابتهاج در مصاحبه‌ای با مسعود بهنود و پرسش او دربارهٔ رضایت از زندگی گفته است:
«من این شانس را داشتم که سمفونی نهم بتهوون را گوش کنم... این میز می‌تواند بگوید من سمفونی نهم را شنیده‌ام؟ یا بگوید آواز ابوعطای شجریان را شنیده‌ام؟... آن آواز باورنکردنی است... کجا می‌توانستم این‌ها را بشنوم جز در زندگی؟»
اشارهٔ سایه به آواز شجریان در این آلبوم و به‌ویژه بیت «مفلسانیم و هوای می و مطرب داریم» است.

## قطعات
- تکنوازی تار
- ساز و آواز (غزل حافظ)
- ساز و آواز (دوبیتی‌های باباطاهر)
- تصنیف بهار دلکش، ساختهٔ درویش خان با سرایندگی شعر از عارف قزوینی (این شعر به اشتباه به عارف استنداد داده شده است و در واقع سروده‌ی ملک الشعراء بهار است)

## اشعار

### آواز نخست: در نظربازی ما بی‌خبران حیرانند
شعر از حافظ بر وزن: فعلاتن فعلاتن فعلاتن فعلن؛ بحر: رمل مثمن مخبون محذوف.
- (جملهٔ اول درآمد ابوعطا)| در نظربازی ما بی‌خبران حیرانند |  | در نظربازی ما بی‌خبران حیرانند |

- (جملهٔ دوم درآمد ابوعطا)| عاقلان نقطهٔ پرگار وجودند ولی |  | عشق داند که در این دایره سرگردانند |

- (جملهٔ سوم درآمد ابوعطا)| جلوه‌گاه رخ او دیدهٔ من تنها نیست |  | ماه و خورشید همین آینه می‌گردانند |

- (جملهٔ اول حجاز)| عهد ما با لب شیرین‌دهنان بست خدا |  | ما همه بنده و این قوم خداوندانند |

- (اشارهٔ کوتاه به یتیمک و جامه‌دران)| مفلسانیم و هوای می و مطرب داریم |  | آه اگر خرقه پشمین به گرو نستانند |

- (جملهٔ دوم حجاز)| لاف عشق و گله از یار بسی لاف دروغ |  | عشق‌بازان چنین مستحق هجرانند |

- (کرد بیات)| مگرم چشم سیاه تو بیاموزد کار |  | ورنه مستوری و مستی همه‌کس نتوانند |

- (یتیمک اوج تحریر اصفهانک و فرود)| گر شوند آگه از اندیشهٔ ما مغبچگان |  | بعد از این خرقهٔ صوفی به گرو نستانند |

### آواز دوم: به کشت خاطرم جز غم نرویه
- (دشتستانی)

وای...
به کشتِ خاطرُم جز غم نرویو
به باغُم جز گل ماتم نرویو

وای...
به صحرای دل بی‌حاصل مو
گیاه نا امیدی هم نرویو
- (خسرو و شیرین)

به دشت افتاده مجنون...
آخ...
به دشت افتاده مجنون زار و دلتنگ
چو سیل آورده چوبی در بن سنگ
وای...
چو سیل آورده چوبی در بن سنگ

به شب از آتش...
آخ...
به شب از آتش آه شرر بار
نمایان بود در دامان کُهسار
- (دشتستانی)| غم عشقت بیابان پرورم کرد  |  | هوای بخت بی بال و پرم کرد  |
| به ما گفتی صبوری کن صبوری |  | صبوری طرفه خاکی بر سرم کرد |

- (دشتستانی)| به روی دلبری گر مایل استُم  |  | مکن منعُم گرفتار دل استُم      |
| به روی دلبری گر مایل استُم  |  | مکن منعُم گرفتار دل استُم      |
| خدا را ساربان آهسته می ران |  | که مو واماندهٔ این قافله استُم |

- (دشتستانی)| عزیزم کاسهٔ چشمم سرایت        |  | میون هر دو چشمُم جای پایت |
| از او ترسم که غافل کج نهی پا |  | نشینه خار مژگونُم به پایت |

- (دشتستانی فرود به شور)| تو دوری از برم دل در برم نیست |  | هوای دیگری اندر سرم نیست |
| به جان دلبرم که از هر دو عالم |  | تمنای دگر جز دلبرم نیست  |

تصنیف بهار دلکش
- بند یکم| بهار دلکش رسید و دل به‌جا نباشد       |  | از آن‌که دلبر دمی به فکر ما نباشد    |
| در این بهار ای صنم بیا و آشتی کن     |  | که جنگ و کین با من حزین روا نباشد   |
| صبحدم بلبل، بر درخت گل، به‌خنده می‌گفت |  | نازنینان را، مه‌جبینان را، وفا نباشد |

- بند دوم
اگر که با این دل حزین تو عهد بستی
حبیب من، با رقیب من، چرا نشستی؟
چرا دلم را عزیز من، از کینه خستی؟
بیا در بَرَم از وفا یک شب، ای مَهِ نَخشب
تازه کن عهدی که برشکستی